# Otto Buchinger
Pour les articles homonymes, voir Buchinger.
Otto Buchinger, né à Darmstadt le 16 février 1878 et mort à Überlingen le 16 avril 1966, est un médecin allemand, connu pour avoir popularisé le jeûne thérapeutique en Europe de l'Ouest.

## Biographie
Il commence sa carrière de médecin dans la Marine durant la Première Guerre mondiale. Il se décrit comme un pacifiste, probablement en raison de cette expérience.
En 1917, Buchinger souffre d'une amygdalite, qui ne guérit pas complètement, et qui occasionne de douloureux rhumatismes, ces arthrites sont alors étiquetées rhumatisme articulaire aigu, (les antibiotiques ne sont pas encore connus à cette époque).
En 1919, Buchinger fait avec succès un jeûne pendant près de trois semaines avec un collègue, qui résout sa symptomatologie probablement en relation à un désordre métabolique.
Après la guérison, Buchinger se consacre essentiellement à une approche naturelle de la médecine, et étudie en détail le jeûne à l'aide de la littérature alors disponible.
En juillet 1920, il fonde un hôpital en Witzenhausen, et déménage en 1935 à Bad Pyrmont.
En 1953, Otto Buchinger fonde avec sa fille Maria Buchinger et son gendre Helmut Wilhelmi une autre clinique, à Überlingen, au bord du lac de Constance, en Allemagne. Après sa mort, en 1966, une autre clinique voit le jour à Marbella, en Espagne.
En 1935, il publie son travail le plus important, intitulé Das Heilfasten und seine Hilfsmethoden (Le jeûne comme  méthode d'assistance), et qui a fait l'objet de nombreuses rééditions depuis.
Buchinger travaille à démontrer l'efficacité du jeûne thérapeutique, en supposant des pouvoirs d'auto-guérison de la physiologie lorsque le corps est  soumis au jeûne.
Il utilise le concept de « purification », comme témoin de nombreux processus physiologiques favorables à la santé, actifs dans l'organisme à jeun et il développe la notion d'auto-régulation du corps.
Buchinger est également l'un des partisans de la  lebensreform, pour un « retour à la nature », et met au point sa thérapie en matière de nutrition et d'exercice physique. Il décrit l'alcool et l'usage du tabac comme nocif (ce qui est une pensée novatrice en ce début de XXe siècle).
Il était aussi favorable à la notion d'une « hygiène interne » dans la formation de l'esprit, à l'aide de « nourriture spirituelle », il conseillait à ses patients, par exemple, la lecture de la Bible, des psaumes ou des œuvres de Goethe et Rilke.
Otto Buchinger meurt en 1966 à l'âge de 88 ans. Sa clinique à Bad Pyrmont, est reprise par son fils Otto (II) Buchinger Hermann Ferdinand jusqu'en 1996, puis par son petit-fils Andreas Buchinger.
Ses cliniques sont désormais aussi soutenues et conduites par la 4e génération.

## Honneurs
- 1953: Ordre du Mérite de la République fédérale d'Allemagne
- 1952: Citoyen d'honneur de la ville de Bad Pyrmont

## Publications (sélection)
- (de) Das Heilfasten und seine Hilfsmethoden (1935)[3]
- (de) Gesund werden - gesund bleiben durch die Heilfastenkur (1952)[4]
- (de) Vom Marinearzt zum Fastenarzt. Metamorphosen eines Wandernden (1955)[5]
- (de) Otto Buchinger, Das Heilfasten, Hippokrates-Verlag, 30 septembre 2005, 135 p. (ISBN 3-8304-5315-9 et 978-3830453154, lire en ligne)